# Laila Karrouch
Laila Karrouch El Jilali (Nador, 1977) és una escriptora i infermera catalana d'origen amazic. L'any 1985, quan tenia vuit anys, va deixar el Marroc juntament amb la mare i els germans per anar a viure a la ciutat de Vic, Osona, on es retrobaren amb el pare, que havia vingut a Catalunya l'any 1976.

## Obra
- De Nador a Vic (Premi Columna Jove 2004).

Sinopsi: La Laila, nascuda a la ciutat marroquina de Nador el 1977, va arribar a Vic amb la seva família quan tenia vuit anys. Aleshores va començar el procés d'adaptació a una nova cultura i a uns nous costums, però també es van desencadenar un seguit d'emocions que la marcarien per sempre. L'enyorança dels avis i els amics del Marroc, la preocupació per les dificultats econòmiques, la coneixença de nous amics a l'escola i a l'institut, la polèmica participació en proves esportives o el racisme latent en la recerca de la primera feina són només alguns dels episodis que la Laila, amb una enorme sensibilitat, va relatant en primera persona. És així com se'ns dibuixa la vida d'una noia que viu a cavall de dos mons, que ella assumeix amb naturalitat i sent com a propis.
- Un meravellós llibre de contes àrabs per a nens i nenes. Columna, 2006

Sinopsi: Recull de contes típics del Marroc amb històries i personatges tan universals com el costum d'explicar rondalles als infants. Com la Tamza, una dona dolenta que s'emporta els nens que no volen anar a dormir, no us recorda l'home del sac?
Laila Karrouch ha recopilat rondalles i contes orals de la cultura popular amazic que va sentir de petita però que el pas del temps amenaçava d'esborrar per sempre. Per això ha escrit aquest llibre amb alguns dels més populars, per poder-los explicar a la seva filla i evitar a més a més que es perdés una riquesa cultural que ha passat de pares a fills durant generacions.
Les rondalles i els contes amazics són molt populars al Marroc, sobretot a les zones rurals. La gent gran els explica a una nombrosa canalla que seu al seu voltant per escoltar-se'ls bocabadats.
La tradició oral a Occident s'està perdent per l'ús, i sovint l'abús, de les noves tecnologies en l'entreteniment i formació dels nens i les nenes, però encara es manté viva a moltes zones del planeta. Bona mostra d'això són aquest llibre i altres que l'editorial Columna ha publicat dins la mateixa col·lecció i que recullen contes d'Àfrica i d'arreu del món.
- Petjades de Nador. Columna, 2013
- Quan a l'Isma se li van creuar els cables. Animallibres, 2015
- Que Al·là em perdoni. Columna, 2021[6]